# Mario Leporatti
Mario Leporatti (Roma, 14 maggio 1919 – Roma, 28 settembre 2007) è stato un partigiano italiano, membro attivo della Resistenza romana.

## Biografia
Noto antifascista, aderente al Partito Comunista Italiano, fu condannato dal Tribunale speciale al confino e a sei mesi di carcere dal settembre del 1941.
Dopo la crisi del regime fascista del 25 luglio 1943, Leporatti entrò a far parte attiva della Resistenza romana come organizzatore e comandante militare della IV Zona sino al 31 dicembre 1943; venne successivamente incaricato dal CLN di comandare la brigata partigiana "Garibaldi" che operava nella zona di Viterbo.
Con il nome di battaglia "Stefano" compì con i GAP numerose azioni; collaborò e diffuse la stampa antifascista clandestina.
Mandato assieme al partigiano Umberto Silvestri a Poggio Mirteto per coordinare le azioni di una grossa banda partigiana che agiva nella zona per ridimensionarla e renderla più efficace, incappò in un rastrellamento tedesco e venne catturato.
Leporatti portava con sé da mostrare ai partigiani un nuovo più efficiente modello dei chiodi a tre punte usati per forare gli pneumatici degli autocarri tedeschi. Fortunatamente Leporatti riuscì a disfarsene mentre attendeva di essere perquisito così che fu rimesso in libertà assieme al suo compagno.
Dopo la fine della guerra fu professore di storia e filosofia nei licei e divenne successivamente preside dei licei Virgilio ed Augusto di Roma e in questa sua funzione fu duramente contestato come reazionario durante gli avvenimenti del 1968 in Italia.
Dovette intervenire con un articolo sul quotidiano romano Paese Sera una sua compagna di guerriglia partigiana, Marisa Musu, per rivelare agli studenti la partecipazione di Leporatti alla resistenza romana.